# Уманська волость
Уманська волость — адміністративно-територіальна одиниця Уманського повіту Київської губернії з волосним правлінням у повітовому місті Умань (до складу волості не входило).
Станом на 1886 рік складалася з 13 поселень, 8 сільських громад. Населення — 9982 особи (5000 чоловічої статі та 4982 — жіночої), 1940 дворових господарства.
|                     | Площа, десятин | У тому числі орної, дес. |
| ------------------- | -------------- | ------------------------ |
| Сільських громад    | 17994          | 14813                    |
| Приватної власності | 184            | 122                      |
| Казенної власності  | 2513           | 201                      |
| Іншої власності     | 263            | 213                      |
| Загалом             | 20954          | 15349                    |

Основні поселення волості:
- Городецьке — колишнє військове поселення, 1230 осіб, 220 дворів, православна церква, школа, 2 постоялих будинки.
- Громи — колишнє військове поселення, 1300 осіб, 186 дворів, православна церква, школа, 3 постоялих будинки, 7 водяних і 3 вітряних млини.
- Кочержинці — колишнє військове поселення, 1500 осіб, 305 дворів, православна церква, школа, постоялий будинок, 2 водяних і 3 вітряних млини.
- Кочубіївка — колишнє військове поселення, 1139 осіб, 214 дворів, православна церква, школа, 3 постоялих будинки, 3 водяних і 3 вітряних млини.
- Паланка — колишнє військове поселення, 1433 особи, 304 двори, православна церква, школа, 3 постоялих будинки, 2 водяних і 3 вітряних млини.
- Полянецьке — колишнє військове поселення, 1154 особи, 215 дворів, православна церква, школа, 3 постоялих будинки, водяний і 6 вітряних млини.
- Собківка — колишнє військове поселення, 661 особа, 99 двори, православна церква, школа, постоялий будинок, 2 вітряних млини.

Старшинами волості були:
- 1909—1910 роках — Костянтин Гаврилович Майборода[2],[3],[4],[5];
- 1915 року — Авксентій Миколайович Сокирський[6].